# Uloma sulcipennis
Uloma sulcipennis – gatunek chrząszcza z rodziny czarnuchowatych i podrodziny Tenebrioninae.
Gatunek ten został opisany w 1858 roku przez Thomsona jako Heterophaga sulcipennis. Jako miejsce typowe wskazał on wyspę Bioko. W 1963 do rodzaju Alphitobius przeniósł ten gatunek Paul Ardoin. Obecnie umieszczany w rodzaju Uloma.
Czarnuch o ciele długości około 8 mm. Wierzch przedplecza i pokryw jednolicie ciemny. Przód przedplecza samców ze słabym wgłębieniem. Pokrywy jajowate. Ostatni widoczny sternit odwłoka nieobrzeżony. Wierzchołek edeagusa z długim, palcowatym wyrostkiem opatrzonym podłużnym kilem.
Chrząszcz afrotropikalny, znany z Gabonu, Gwinei Równikowej, Gwinei, Kamerunu i Konga.